# Пирс, Стюарт
Стю́арт Пирс (англ. Stuart Pearce; род. 24 апреля 1962[…], Хаммерсмит, Большой Лондон) — английский футболист и футбольный тренер, участник чемпионата мира 1990 года и чемпионата Европы 1996 года.

## Биография
Стюарт Пирс — один из самых стабильных и надёжных защитников Англии 1990-х годов.
В детстве и юности Стюарт болел за «Куинз Парк Рейнджерс», который в 1970-е переживал настоящий расцвет. Он был завсегдатаем «Лофтус Роуд» и мечтал носить футболку в нестандартную бело-синюю полоску, как его кумиры Родни Марш, Дон Гивенс, Стен Боулз, Иан Гиллард. Однако ни талантом, ни хотя бы физическими данными юный Пирс не выделялся, а характером и одержимостью Стюарт детских тренеров КПР убедить не смог. Футбольное образование он получал в баталиях за маленькие команды родного района Лондона, так называемые паб-тимы.
На любительском уровне Пирс играл до 21,5 года за «Уэлдстон».
На высшем английском уровне проявил себя, выступая за клуб «Ковентри Сити», но большую часть своей карьеры провёл в «Ноттингем Форест», не блиставшем в 1990-е, поэтому из трофеев у него есть «только» награды за выход в полуфиналы чемпионатов мира и Европы. Примечательно, что тренерскую стезю он освоил ещё будучи игроком «Ноттингем Форест», исполняя обязанность тренера команды в 1997 году. А за излишнюю эмоциональность на поле получил прозвище «псих», и под таким названием выпустил автобиографию. Кроме того, он освоил и музыкальную карьеру, записав альбом в стиле панк.
Выступал также за «Ньюкасл», «Вест Хэм», а в 2001 перешёл в «Манчестер Сити», где после одного сезона и закончил карьеру игрока, но остался в команде в качестве помощника тренера Кевина Кигана. А затем сам стал главным тренером, и помог «Сити» сохранил место в премьер-лиге в сезоне 2004/05. Причём, сперва Пирс не имел контракта с клубом и работал по джентльменскому соглашению с президентом Джоном Уордлом, но потом подписал с клубом официальное соглашение сроком на два года. Под его руководством «горожане» провели невыразительные сезоны, финишировав на 15-м месте в сезоне 2005/06, и на 14-м месте в сезоне 2006/07, после чего он был уволен. Договор между ним и клубом не предусматривал получение тренером большой компенсации в случае, если руководство клуба решит отправить его в отставку.
С февраля 2007 года на временной основе возглавлял молодёжную сборную Англии, а после увольнения из «Манчестер Сити» был назначен постоянным тренером. Команда под его руководством выиграла бронзовые медали Евро-2007 и проиграла в финале на Евро-2009. На Евро-2011 англичане не вышли из группы в финальном турнире. А после неубедительного результата, показанного молодыми англичанами на Евро-2013, где команда Пирса заняла последнее место в группе, проиграв на турнире в Израиле все три матча, Футбольная Ассоциация Англии не стала продлевать контракт с ним.
20 октября 2011 года возглавил Олимпийскую сборную Великобритании для выступления на домашних Олимпийских играх 2012 года. С 8 февраля по 1 мая 2012 года был исполняющим обязанности главного тренера сборной Англии. В течение трёх месяцев, таким образом, возглавлял одновременно три национальные сборные.

## Достижения

### В качестве игрока
Ноттингем Форрест
- Обладатель Кубка Футбольной лиги (2): 1989, 1990

Сборная Англии
- 4-е место на чемпионате мира: 1990
- Бронзовый призёр чемпионата Европы: 1996

### В качестве тренера
Сборная Англии (до 21 года)
- Бронзовый призёр молодёжного чемпионата Европы: 2007
- Серебряный призёр молодёжного чемпионата Европы: 2009